# Copa Intercontinental de Fútbol Sala 2004
La Copa Intercontinental de Futsal fue un torneo celebrado en 2004, tres años después de la última edición. Por primera vez contaría con el reconocimiento oficial de la FIFA. Se disputó en Barcelona, España, entre el 19 y el 22 de febrero.
Los participantes fueron:
- Carlos Barbosa de Brasil, campeón del Sudamericano de Clubes
- Ajax Tanger de Marruecos, campeón marroquí y representante del fútbol africano.
- PSTC Londrina de Japón, campeón japonés.
- World United FC de Estados Unidos, campeón estadounidense.
- Playas de Castellón FS de España, campeón de la Copa de la UEFA de fútbol sala.
- Action 21 Charleroi de Bélgica, subcampeón de la Copa de la UEFA de fútbol sala.

## Grupo A
| Equipo                 | Pts | PJ | PG | PE | PP | GF | GC |
| ---------------------- | --- | -- | -- | -- | -- | -- | -- |
| 1. Carlos Barbosa      | 6   | 2  | 2  | 0  | 0  | 24 | 4  |
| 2. Action 21 Charleroi | 3   | 2  | 1  | 0  | 1  | 23 | 5  |
| 3. Ajax Tanger         | 0   | 2  | 0  | 0  | 2  | 0  | 38 |

## Grupo B
| Equipo                    | Pts | PJ | PG | PE | PP | GF | GC |
| ------------------------- | --- | -- | -- | -- | -- | -- | -- |
| 1. Playas de Castellón FS | 6   | 2  | 2  | 0  | 0  | 25 | 4  |
| 2. PSTC Londrina          | 3   | 2  | 1  | 0  | 1  | 10 | 13 |
| 3. World United FC        | 0   | 2  | 0  | 0  | 2  | 2  | 20 |

### Partidos
Grupo A
| Fecha         | Partido                              | Resultado |
| ------------- | ------------------------------------ | --------- |
| 19 de febrero | Carlos Barbosa - Ajax Tanger         | 19-0      |
| 20 de febrero | Action 21 Charleroi - Ajax Tanger    | 19-0      |
| 21 de febrero | Carlos Barbosa - Action 21 Charleroi | 5-4       |

Grupo B
| Fecha         | Partido                                  | Resultado |
| ------------- | ---------------------------------------- | --------- |
| 19 de febrero | Playas de Castellón FS - World United FC | 13-1      |
| 20 de febrero | World United FC - PSTC Londrina          | 1-7       |
| 21 de febrero | Playas de Castellón FS - PSTC Londrina   | 12-3      |

4.º y 5.º puesto (3.º del Grupo A - 3.º del Grupo B)
| Fecha         | Partido     | Partido | Partido         | Resultado |
| ------------- | ----------- | ------- | --------------- | --------- |
| 22 de febrero | Ajax Tanger | -       | World United FC | 7-5       |

3.º y 4.º puesto (2.º del Grupo A - 2.º del Grupo B)
| Fecha         | Partido             | Partido | Partido       | Resultado |
| ------------- | ------------------- | ------- | ------------- | --------- |
| 22 de febrero | Action 21 Charleroi | -       | PSTC Londrina | 8-4       |

Final (1.º del Grupo A - 1.º del Grupo B)
| Fecha         | Partido        | Partido | Partido                | Resultado |
| ------------- | -------------- | ------- | ---------------------- | --------- |
| 22 de febrero | Carlos Barbosa | -       | Playas de Castellón FS | 6-3       |

- Datos: Q3799429